# Korita (kanton sarajewski)
Korita (serb. Корита) – wieś w Bośni i Hercegowinie, w Federacji Bośni i Hercegowiny, w kantonie sarajewskim, w gminie Ilijaš.

## Położenie
Wieś położona jest w środkowo-wschodniej części kraju, na wschodnich obrzeżach Federacji Bośni i Hercegowiny, na północy kantonu. Leży w odległości około 2 km na zachód od drogi M18, około 15 km na północny wschód od stolicy gminy – Ilijaš i około 20 km na północ od Sarajewa. Od zachodniej strony wieś opływa rzeka Krnjevac, od wschodniej rzeka Povoča. Najbliższymi sąsiednimi miejscowościami są Višnjica, Solakovići, Taračin Do i Srednje.
Według regionalizacji fizycznogeograficznej Europy, zgodnej z uniwersalną klasyfikacją dziesiętną, przedstawioną w 1971 roku, wieś położona jest na obszarze megaregionu Półwysep Bałkański, prowincji Góry Dynarskie.
Miejscowość leży w strefie czasowej UTC+01:00 czasu standardowego (zimowego), natomiast czas letni jest zgodny ze strefą czasową UTC+02:00.

## Klimat
Miejscowość położona jest w strefie klimatu umiarkowanego przejściowego między klimatem kontynentalnym a śródziemnomorskim. Charakterystycznymi cechami tego klimatu są bardzo mroźne zimy i upalne lata. Dodatkowo w okresie zimowym występują bardzo silne wiatry.

## Demografia
W 1991 roku wieś zamieszkiwały 344 osoby, w tym 340 osób deklarujących przynależność do Muzułmanów z narodowości (Boszniaków) (98,84%), 2 Jugosłowian (0,58%) i 2 osoby, których narodowości nie określono (0,58%).